# سوغر آند سبايس
سوغر آند سبايس (بالإنجليزية: Sugar and Spice)‏ هي رواية شباب-بالغين للكاتبة الأمريكية لورين كونراد. وهي الرواية الثالثة والأخيرة من سلسلة إل. آي. كاندي. أُصدرت الرواية في تاريخ 5 أكتوبر 2010.